# Ocnerodes soleri
Ocnerodes soleri är en insektsart som beskrevs av Llorente del Moral och Presa 1983. Ocnerodes soleri ingår i släktet Ocnerodes och familjen Pamphagidae. Inga underarter finns listade i Catalogue of Life.